# Клетра древовидная
Клетра древовидная, или Ландышевое дерево (лат. Clethra arborea) — вид деревянистых растений рода Клетра (Clethra) семейства Клетровые (Clethraceae), растущий на острове Мадейра.

## Ботаническое описание

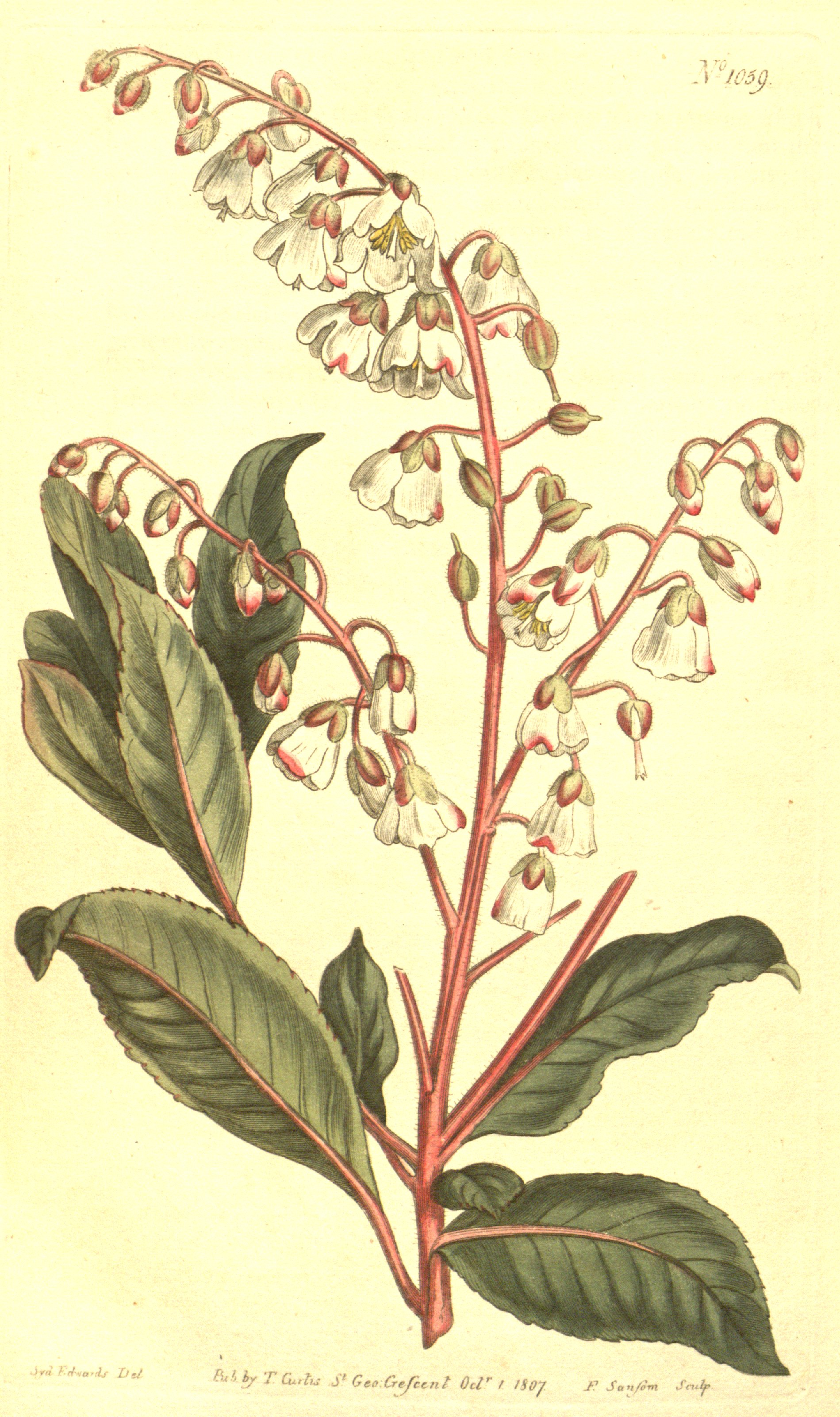
Клетра древовидная. Ботаническая иллюстрация из журнала «Curtis’s Botanical Magazine», vol. 26, 1807

Небольшое вечнозелёное дерево, до 3 м высотой. Кора коричневая, молодые побеги и листья снизу ржавоопушённые. Листья удлиненно-ланцетные или продолговато-яйцевидные, 8—12 см длиной, края пильчатые. Цветки белые, собраны в густые кисти до 15 см длиной; цветок состоит из пятираздельной чашечки, пятирассечённого венчика, 10 тычинок и одного пестика, с трёхраздельным рыльцем и с трёхгнёздной завязью. Плод — коробочка.
Цветение в августе—сентябре.

## Распространение
Встречается в подлеске на архипелаге Мадейра.

## Хозяйственное значение и применение
Разводится в оранжереях как декоративное растение. Древесина прочная, идет на приготовление тросточек, альпийских палок и т. п.